# パティ・マレー
パトリシア・リン・マレー（英語: Patricia Lynn Murray、1950年10月11日 - ）は、アメリカ合衆国の政治家、教育者。1993年からワシントン州選出の上院議員を、2023年から2025年まで女性初の上院仮議長を務めた。議員に選出される前は教師として勤務していた。民主党会議書記、上院保健教育労働年金委員会委員長を歴任。2013年にポール・ライアン前下院議長と超党派予算法を成立させるために交渉を行ったことで、世間からの注目が集まるようになった。

## 来歴

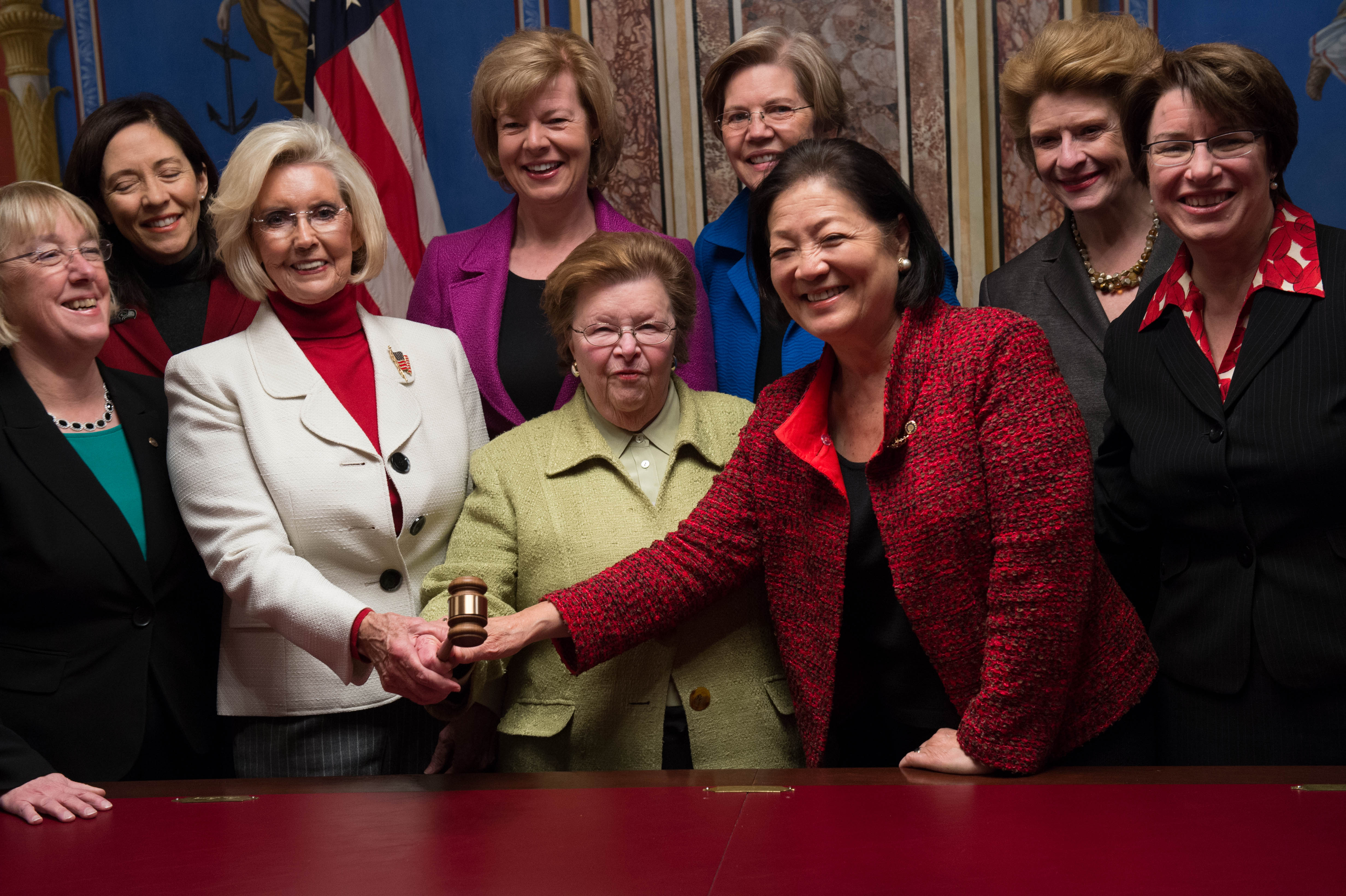
エリザベス・ウォーレン、エイミー・クロブシャー、メイジー・ヒロノ、リリー・レッドベターらと（2014年1月28日）

パープルハート章を授与された元軍人の父であるデビッド・L・ジョンズと会計士の母であるビバリー・A・マクラフリンの娘として生まれた。父は多発性硬化症を患っていたため、生活保護を受けざるを得なかった。1972年にはワシントン州立大学で体育の学士号を取得している。教師での勤務経験を基に当時、就学前プログラムの予算削減に反対することで多くの支持率を得ることに成功。
1988年、マレーは州選挙で共和党の州上院議員ビル・キスカドンを破り、キスカドンの後任となる。1992年、シアトル・タイムズは民主党上院議員であるブロック・アダムスが多くの女性を性的暴行を行った一連の記事を掲載したことを機に、マレーは米国上院議員への立候補を発表した。アダムズはその主張を否定したが、彼は自身の支持率が弱まったことで、政界引退を宣言。民主党の支援の下、総選挙で彼女は共和党下院議員のロッド・チャンドラーを54%対46%で破った。1998年、マレーは下院議員のリンダ・スミスと総選挙で対立。リンダ・スミスは1997年初期にニュート・ギングリッチ下院議長のLGBTQの保護法承認に反対票を投じた下院共和党議員9人のうちの1人であり、同性愛を「道徳的に不適切な傾向」と見なしていた。マレーはスミスよりLGBTQに穏健であったため、総選挙では58%対42%で再選された。
2019年3月、マレーはその他の37人の上院議員と共にアメリカ合衆国農務長官であったソニー・パーデューに宛てた書簡に署名し、「酪農家は市場の不安定性に直面し続けており、4年間で持続的な低価格を乗り切るのに苦労している」と警告し、「これらの農家が酪農補償プログラムを検討することを強く奨励すること」と農務省に訴えた。
2023年1月3日に上院多数党である民主党会派の最先任議員となったダイアン・ファインスタインが仮議長就任を辞退したことから、会派内先任順次位のマレーが女性初の仮議長に選出された。これにより、第118合衆国議会上院は議長（カマラ・ハリス副大統領）と仮議長が女性で占められることになった。